# プリンス・オブ・ペルシャ (2008年のゲーム)
『プリンス・オブ・ペルシャ』 (Prince of Persia) はユービーアイソフト・モントリオールスタジオによって開発され、ユービーアイソフトより発売された3Dアクションアドベンチャーゲーム。略称は『PoP』。
1989年に第1作が発売された「プリンス・オブ・ペルシャシリーズ」の作品でタイトルも第1作『プリンス・オブ・ペルシャ』と同じだが、過去作との繋がりは無く、ストーリーや設定も一新されたリブート作品。そのためナンバリングやサブタイトルはついていない。
アメリカで、2008年12月2日にPlayStation 3とXbox 360でリリースされ、2008年12月9日にMicrosoft Windowsでリリースされた。 Mac OS X版は2009年3月24日にリリースされた。 

## ゲーム内容
ゲームは古代ペルシャのアラビアンナイト的な世界を舞台としており、主人公はタイトルになっているペルシャのプリンス。過去作ではプリンス1人で冒険していたが、本作ではエリカという女性が同行する。大きな砂嵐に遭遇したことによって、神秘的な土地に迷い込んでしまう。プレイヤーは壁や天井を走ったりといったアクロバティックな能力を駆使して様々なエリアを横断する。旅の間、プレイヤーは復活した暗黒神アーリマンによって穢された土地を浄化するために敵と戦う。本作のストーリーや設定については、ゾロアスター教をモチーフにしている。 
本作はプロデューサーのベン・マットがプリンス・オブ・ペルシャシリーズの 「柱」としたゲームプレイのメカニズムを中心に展開する。それは、アクロバティックなヒーローが「アクロバット」と「戦闘」と「謎解き」の3要素でペルシャの世界を探索するというもの。 『プリンス・オブ・ペルシャ』の目的はプレイヤーが指定された土地を浄化するためにゲームの世界を旅することである。 プレイヤーはアクロバティックなキャラクターを操作し、AIキャラクターのエリカが仲間として同行する。 プレイヤーは、プリンスのアクロバット、剣、ガントレット、エリカの魔法を使用して、ゲーム全体でさまざまな戦闘やアクロバティックなアクションを行う。
プレイヤーがゲーム内のマップの任意の場所にいつでも移動できるオープンワールドの探索機能を備えており 、プレイヤーは好きな順番でストーリーを攻略できる「フリーパスデザイン」となっている。プレーヤーの進行状況に応じて、以前にアクセスしたエリアは、プレーヤーが再度アクセスしたときに、トラバースがより困難になる。ただし、プレイヤーが土地のスポットを浄化すると、トラップが消滅する。 トラップは敵のアーリマンの穢れが地面を覆い、触れるとダメージを受ける黒色の塊などさまざまな形で現れる。プレイヤーはアクロバティックなアクションにより、これらのトラップを回避できる。
プレイヤーは自由に多くのアクロバティックな操作を行うことができる。 アクロバットはまた、敵をジャンプしたり、空中から攻撃するために戦闘で使用されます。本作ではさらにエリカと協力する「デュオアクション」が可能となっている。 プレイヤーがジャンプした後でさらにエリカボタンを押すことで、空中にエリカが現れ、2段ジャンプが可能になり、離れた足場にたどり着くことができる。
『プリンス・オブ・ペルシャ』シリーズと言えば、即死トラップによる高難度ゲームというイメージがあるが、本作では「死亡」することが無い。敵の攻撃などでプリンスが死亡しそうになると、エリカが魔法の力を発して死を免れることができる。エリカがプレーヤーを救うことができる回数に制限はないが、プレイ中に救われた回数が100回未満の場合はアチーブメントが授与される 。エリカは、プレーヤーを守るだけでなく、プレーヤーと連携して多くのアクロバティックなアクションや戦闘アクションを実行する。 ダウンロードコンテンツのエピローグは、エリカが破壊されたオブジェクトを再作成できるようにする新しい魔法のプレートを追加した。 プレイヤーのための新しい戦闘アクションも追加された。  

## プロット

### 設定
『プリンス・オブ・ペルシャ』は、 ゾロアスター教の信仰に深く根ざした未知の古代ペルシャの都市国家が舞台となっている。 ゲームのイベントが発生する千年前、神アーリマンとオルマズドの間で権力をめぐる闘争があった。 闘争の結果、オルマズドと彼の人々であるアフラは、アーリマンと彼の手下である腐敗した者を木に監禁した。オルマズドはその後世界を去り、アフラを残してアーリマンを封印した。 封印は千年の間成功していたが、アフラは徐々に力を失ってゆく。 ゲームのイベントの少し前に、アーリマンは再び解放されようとしている。  

### キャラクター
プリンス (Prince)
CV:浪川大輔
本作の主人公で本名は不明。プリンスと呼ばれているが通称であり、実際に王室出身かどうかは作中では明かされない。赤と青のターバンを巻いている。「財宝を積んだロバ」を探して砂漠を彷徨っていた冒険家。非常に身軽で壁を走ったり、ジャンプしたりとアクロバティックなアクションを行う。戦闘時には剣を使って戦う。本作ではエリカというパートナーが登場する。
エリカ (Elika)
CV:成海璃子
プリンスに同行することになるミステリアスな女性。魔法の力を持ち、プリンスを助ける。アーリマンを封印した生命の樹を守護する「アフラ族」で、アーリマンの穢れを浄化する力を持つ。
嘆きの王 (The Mourning King)
エリカの父親である王。娘のエリカの復活と引き換えにアーリマンとの契約を履行することを意図している。 腐敗した、アーリマンがオルマズドを征服するのを助けることを選んだ4人のしもべたちも、敵対者として現れる。 彼らは彼と一緒に千年の間封印されていた。
ハンター (Hunter)
アーリマンの穢れから生まれたしもべの一人。 彼は狩猟を楽しんだ王子でしたが、すぐに狩猟が上手になりました。 アーリマンは、彼の魂と引き換えに、彼が以前に狩ったどのクリーチャーよりも満足のいく生き物を狩ることを彼に許可するであろうというハンターとの取引に成功した。 
アルケミスト (Alchemist)
健康が失敗し始めたときに彼が不死を達成するのに近いと感じたアフラの科学者。 アルケミストはオーマズドに研究を完了するためにより長い寿命を要求しましたが、彼が拒否されたとき、アーリマンは彼の魂と引き換えに彼に不死を提供しました。
コンキュバイン (Concubine)
権力者を崇拝する政治に熟練した女性。 彼女は男性と関わりましたが、結局別の女性に殴られ、傷つき、美しさと影響力が取り除かれました。 すると後宮は彼女の魂をアーリマンとの幻想の力と交換しました。 
ウォリアー (Warrior)
アーリマンのしもべのウォリアー。 彼は国が包囲されていた王でした。 王は平和を求めて戦い、敵を打ち負かし、国民の平和を確保することを可能にしたアーリマンからの権力を受け入れました。 しかし、戦争が終わったとき、平和を愛する市民は、戦争の道具になったウォリアーを拒否しました。 

### あらすじ
ゲームは宝を乗せたロバのファラを探して砂漠の砂嵐の中をプリンスが放浪しているところから始まる。 その後、兵士から逃亡しているアフラの王女、エリカに出くわす。 その後、兵士に遭遇しエリカに魔法の力があることを知る。プリンスは彼女に続き、アーリマンの封じられた寺院に向かう。アーリマンは生命の樹に封じ込められた暗黒の神である。 寺院に入ると、プリンスたちはエリカの父である嘆き王に出会う。戦いの後、嘆きの王は剣を使って生命の樹を切り、アーリマンを解放してしまう。プリンスとエリカは寺院の外に出ると、世界が闇の力に覆われたことを知る。
エリカはプリンスにアーリマンの「穢れ」を祓い世界を救うには、すべての豊穣の台座を浄化しなければならないと言う。 彼らはアーリマンを封印するために冒険をすることになる。

### エピローグ
エピローグでは、オプションのダウンロードコンテンツ （DLC）で、王子とエリカが生き残り、地下宮殿に後退したことが示されています。 エリカはプリンスを離れます。 しかし、二人ともエリカの父親と再び戦います。 彼らは脱出し、宮殿を生き残ろうとします。 途中、エリカは何度もプリンスに不満を示し、彼女を連れ戻すことは解き放った悪の代償に値しないと信じていました。 王子は、彼女を解放することで、アーリマンに対して「チャンスをつかむ」と反論します。 エリカの父親との最後の戦いで、王子はスパイクに突き刺すことによって彼を倒します。 結局、エリカは王子を離れて人々を探すために去り、そして王子は復讐を求める血に飢えたアーリマンとともに残されます。 

## 開発
インターネットにリークされたファイルは、ゲームのコンセプトアートを含有することが判明したとき『プリンス・オブ・ペルシャ』のための概念の証明は、2006年9月に発見された。ユービーアイソフトは、2008年5月までのゲームを発表しなかったが。 彼らは、2008年の第4四半期に向けてゲームをリリースする予定であると述べ、その計画とゲームプレイについての詳細を述べました。 そのようなゲームのプレビューの1つで、大幅に変更されたものの、ゲームプレイの一般的なステープルは変更されていません。 これらの定番は、プラットフォーム化、戦闘、およびパズル解決です。 また、ゲームの戦闘は、『時間の砂』シリーズのようにいつでも敵の大群と戦うのではなく、『プリンス・オブ・ペルシャ』初期三部作と同様の1対1の戦いになることも明らかになった。 プロデューサーのベンマットは、戦闘を大幅に変更する意図は、各敵がそれ自体がユニークで劇的な体験であるという印象をプレイヤーに与えることであると述べた。 本作は、 アサシンクリードでも使用されていたシミターエンジンの大幅に変更されたバージョンを使用しています。 開発者がこのエンジンを使用することを選択したのは、このエンジンを使用すると、より広い世界を追加し、直線性を低下させることによってゲームを強化できるからです。  2008年5月、ユービーアイはプリンスキャラクターとエリカをデザインするコンセプトアーティストの2つの公式ビデオをリリースしました。  1つのビデオは描画されているプリンスのキャラクターを示し、もう1つのビデオはエリカを詳しく示しています。  さらに別の早送りのコンセプトアートが2008年7月に登場し、今回は敵対者であるハンターを描きました。  アサシンクリードなどの以前のUbisoftゲームとは異なり、 プリンスオブペルシャの PCバージョンにはデジタル著作権保護が含まれていません。 
マットは、ユービーアイが最初にゲームを開発していたとき、AIで制御されたパートナーとの協力的なゲームプレイが彼らが構築したかった主なアイデアだと述べた。 マットは次のように説明しています。「基本的に、 協力的なゲームプレイが『時間の砂』に取って代わるフックであることが最初からわかっていました。 初日からエリカになるとはいつも思っていませんでした。 私たちは、おそらく子供や父親の人物や兄弟、あるいはそのようなもののアイデアを探求しました。」  AI制御の機能をゲームのベースとするアイデアは、 『プリンス・オブ・ペルシャ 時間の砂』から生まれました。 マットは、 ファラとプリンスのキャラクターの関係が『プリンス・オブ・ペルシャ』の物語を語る観点からうまく機能しているとチームが感じたと説明し、概念を拡張することにしました。  

### ダウンロードコンテンツ
ダウンロードコンテンツ「エピローグ」は、IGNとのインタビューでベンマットによって確認されました。 マットは、新しいコンテンツには、探索する新しい領域、新しい敵、新しい戦闘機動、エリカが使用する新しい力が含まれると述べました。  このコンテンツは、Xbox 360およびPlayStation 3コンソールで2009年2月26日にリリースされる予定でしたが 、2009年3月5日まで1週間延期されました。  ビジネス上の理由から、ユービーアイはゲームのPCバージョン用にこの「エピローグ」コンテンツをリリースしていません。 

## 評価
Xbox 360、PlayStation 3、およびPCのMetacriticでそれぞれ81％、85％、および82％のスコアが付けられ、ほとんどの評論家から好評を博した。
IGNの作者であるヒラリー・ゴールド・スタインは、そのシンプルだが視覚的に壮大な曲芸と戦闘でゲームを称賛しましたが、「恋に落ちる」には、「シリーズへの変更を受け入れる」必要があると指摘しました。  ゴールドスタインはまた、ゲームの二次キャラクターであるエリカを、ゲームプレイ中の便利な相棒として、また王子との関係が深い好感の持てるキャラクターとして賞賛しました。  
GameSpotのケビン・ヴァンオードも同様の意見を共有し、さらにその優れた芸術的デザインを賞賛しました。  
しかし、単純なプラットフォームと戦闘セグメントに関して、多くの人がゲームが簡単すぎる、または「消費者に優しい」と非難しました。    Eurogamerはそれを「過度の繰り返し」を伴う「貧しいゲーム」であると表現しましたが、それでも「素晴らしい技術と興味深い力学」を伴っていました。  1UP.comは、プラットフォームゲームプレイの試行錯誤的な性質を批判しました。 
芸術的なデザインとゲームプレイの点で、他のビデオゲームとの比較が数多く行われています。 例としては、 Mirror's Edge やUbisoft独自のAssassin's Creedがあり 、独自のプラットフォームとタイミングベースの戦闘を備えています。   激しいボス戦が繰り広げられる広大なオープンワールド環境は、 IcoやShadow of the Colossus と比較され、 水彩画は大神に見えます。 

### 売上高
ユービーアイソフトは、 プリンス・オブ・ペルシャは、2009年1月のとして世界中で220万枚以上を販売したことを示す売上高リリースしました

### 受賞
2009年2月19日、 プリンス・オブ・ペルシャは第12 回インタラクティブアチーブメントアワードで 「アニメーションの優れた業績」を受賞しました 。 